# Arrondissement de Dakar Plateau
Pour les articles homonymes, voir Dakar (homonymie).
L'arrondissement de Dakar Plateau est l'un des quatre arrondissements du département de Dakar dans la région de Dakar au Sénégal.

## Géographie
L'arrondissement se situe dans la pointe sud du département en bordure de l'Océan Atlantique, il comprend  l'Île de Gorée distante de 5,2 km par ferry. Il est limitrophe de 2 arrondissements du Département de Dakar.
| Almadies         | Grand Dakar      | Grand Dakar      |
| Océan Atlantique | Dakar Plateau    | Océan Atlantique |
|                  | Océan Atlantique |                  |

## Administration

Localisation de l'arrondissement de Dakar Plateau

L'arrondissement de Dakar Plateau est constitué de cinq communes d'arrondissement.
| Commune d'Arrondissement   | Population (2013) | Superficie km2 | Maire (2014-2019)         |
| -------------------------- | ----------------- | -------------- | ------------------------- |
| Dakar-Plateau              | 34 713            | 7              | Alioune Ndoye             |
| Fann-Point E-Amitié        | 18 841            | 5              | Palla Samb                |
| Gorée                      | 1 680             | 0,182          | Augustin Emmanuel Senghor |
| Gueule Tapée-Fass-Colobane | 52 269            | 2              | Ousmane Ndoye             |
| Médina                     | 81 982            | 2              | Bamba Fall                |
| Total                      | 189 485           | 15             |                           |

## Économie
Le Port autonome de Dakar est localisé sur la rive nord-est de l'arrondissement.

## Culture
La Porte du Troisième millénaire est située dans l'axe de l'avenue Malick Sy, à l'extrémité nord-ouest de la commune de Dakar-Plateau en limite de la Médina.